# سفيري بيرغ يوهانسن
سفيري بيرغ يوهانسن هو دبلوماسي نرويجي، ولد في 16 أكتوبر 1939، وتوفي في 12 مارس 2017.